# LSP1
림프구 특이적 단백질 1(Lymphocyte-specific protein 1)은 인간에서 LSP1 유전자에 의해 암호화되는 단백질이다.
이 유전자는 세포 내 액틴 결합 단백질을 암호화한다. 단백질은 림프구, 호중구, 대식세포, 혈관내피에서 발현되며 호중구의 운동성, 피브리노겐 매트릭스 단백질에 대한 접착성 및 혈관내피 내 이동을 조절할 수 있다. 스플라이스 변이체는 상이한 이소형을 암호화하는 다수의 전사 변형체를 초래한다.